# John Hampden
John Hampden (Londra, 1594 – Chalgrove, 18 giugno 1643) è stato un politico britannico.
Cugino di Oliver Cromwell, nel 1636 si rifiutò di pagare la regia imposta navale e fu perciò arrestato (1637). Nonostante la strenua difesa di Oliver Saint John fu imprigionato nel 1642, scatenando in Inghilterra la guerra civile che portò alla decapitazione di Carlo I d'Inghilterra.
Morì in battaglia.